# Рио – Антирио (мост)
Мостът Рио – Антирио свързва Етолоакарнания с Пелопонес през Коринтския залив в Западна Гърция.
Открит е на 7 август 2004 година. Има дължина 2880 метра, а в най-разтворената централна част разстоянието между пилоните е 560 метра. Широк е 27,2 метра и разполага с пешеходна и велосипедна зона за преминаване през него.
Намира на 210 километра западно от Атина. Таксата за преминаване с автомобил по моста е 13,70 евро.
Съоръжението скъсява времето за преминаване от Рио до Антирио, от двете страни на протока, свързващ Коринтския залив със залива на Патра, от 45 минути с ферибот до 4 минути по автомагистралата на моста.
Това е най-големият мост в света, окачен на стоманени въжета с най-много отвори (3 отвора между 4 бетонни подпори), издържащ на земетресения над 7-а степен по скалата на Рихтер на сблъсък с кораби. Той е мостът мечта на основоположника на съвременния гръцки парламентаризъм и реформатор на гръцката държава от последните 3 десетилетия на XIX век Харилаос.
Мостът Рио – Антирио се нарежда и сред 10-те окачени мостове в света с най-голям отвор (разстояние между 2 съседни подпори). То е най-голямо при моста Татара в Япония – 890 метра, и моста Нормандия – 856 метра. При моста Рио – Антирио разстоянието между 2 пилона е 560 метра.